# Clearview, Nam Úc
Clearview là tên một vùng ngoại ô của Thành phố Port Adelaide Enfield ở miền tây bắc thành phố Adelaide, thủ đô tiểu bang Nam Úc, nước Úc. Mã bưu điện của ngoại ô là 5085. Khu vực này cách trung tâm thành phố 8 km về phía bắc, giáp với Gepps Cross, Enfield và Northfield. Đây là một khu khá cũ với phần lớn các ngôi nhà ở được xây vào thập niên 1950.